# Centrolene acanthidiocephalum
Centrolene acanthidiocephalum es una especie  de anfibios de la familia Centrolenidae.

## Distribución geográfica
Se encuentra Colombia.